# Saison 2023-2024 de l'USAM Nîmes Gard
 (novembre 2023).
Chronologie
2022-2023
Dernière mise à jour : 9 Novembre 2023.
La saison 2023-2024 de l'USAM Nîmes Gard est la trente-huitième saison de l'histoire du club gardois en championnat de France de première division, la dixième consécutive au sein de l’élite du handball français.
L'équipe est dirigée par Jérôme Chauvet et Yann Balmossière, à la suite du départ prématuré de Ljubomir Vranjes.

## Avant Saison

### Objectif
En août 2023, quelques jours avant le début de la saison, le président David Tebib annonce que le top 5, donc les qualifications pour les coupes d'Europe, est l'objectif de la saison 2023-2024.

### Budget
L'USAM se dote pour cette saison d'un budget de 5,8 millions d'euros, soit une hausse de 100 000 euros par rapport à la saison précédente.